# Nereis splendida
Nereis splendida är en ringmaskart som beskrevs av Grube 1840. Nereis splendida ingår i släktet Nereis och familjen Nereididae. Inga underarter finns listade i Catalogue of Life.